# Mas de Pasqual (la Sénia)
El Mas de Pasqual és una masia de la Sénia (Montsià) inclosa a l'Inventari del Patrimoni Arquitectònic de Catalunya.

## Descripció
Edifici aïllat compost per tres estructures: molí, habitatge i corrals. El molí de sang encara conserva la mola i la barra, el seu sostre posterior forma part del primer pis de l'habitatge. La planta baixa té porta central i el primer pis una petita finestra central i una altra de més gran a la vora. Els corrals d'un sol pis i sostres baixos, tenen teulada a un vessant, i divisió interior amb murs de maçoneria deixant un espai central de pas.

## Història
Aquest mas estava en funcionament al segle xix i al segle xviii, però no es pot assegurar la seva cronologia. Aquests masos tenien terres d'oliveres, blat, pastures i animals, i constituïen nuclis familiars aïllats, però la seva divisió per herència els va desfer (Herència divisa del dret tortosí).